# Cleetas
Cleetas  (en griego antiguo: Κλεοίτας, lit. 'Cleoetas') arquitecto y escultor,  fue padre y maestro del también escultor Aristocles.
Construyó el mecanismo de salida de las carreras de carros (llamado áphesis) en el estadio de Olimpia. En la Acrópolis de Atenas esculpió una estatua de bronce de un hombre con casco, a la que incrustó uñas de plata.